# Estação Père Lachaise
Père Lachaise é uma estação das linhas 2 e 3 do Metrô de Paris, localizada no limite do 11.º e do 20.º arrondissements de Paris.

## Localização
A estação está localizada na interseção do boulevard de Ménilmontant, da avenue de la République e da avenue Gambetta.

## História
A estação serve o Cemitério do Père-Lachaise do qual leva o nome. Ela foi a primeira a ter uma escada rolante em 1909.
Em 2011, 4 880 201 passageiros vieram para esta estação. Ela viu entrar 4 682 893 passageiros em 2013, o que a coloca na 94ª posição das estações de metrô por sua frequência.

## Serviços aos Passageiros

### Plataformas
As plataformas das duas linhas são de configuração padrão: duas plataformas laterais por ponto de parada, elas são separadas pelas vias do metrô situadas ao centro.
As plataformas da linha 2 possuem uma abóbada elíptica e são organizadas no estilo "Andreu-Motte" com duas rampas luminosas laranjas e assentos "Motte" laranjas. Esta cor é também aplicada nos tímpanos com telhas planas colocadas horizontalmente e alinhadas (uma parte do tímpano a direita dos acesso às plataformas é no entanto munida com telhas brancas). A abóbada e os pés-direitos são recobertos com telhas brancas colocadas horizontalmente e alinhadas, afiando com a disposição em padrão escalado habitual das estações abobadadas. Os quadros publicitários são metálicos e o nome da estação é inscrito na fonte Parisine em placas esmaltadas.
As plataformas da linha 3 são estabelecidas ao nível do solo, o teto é constituído de um tabuleiro metálico, em que as vigas são apoiadas pelos pés-direitos verticais. Como na linha 2, as plataformas são decoradas no estilo "Andreu-Motte" com duas rampas luminosas amarelas e assentos "Motte" amarelos. Esse tom também é aplicado nas vigas em metal. Os pés-direitos, os tímpanos e as saídas dos corredores são equipados com telhas planas brancas colocadas verticalmente e alinhadas. Os quadros publicitários são metálicos e o nome da estação é escrito em fonte Parisine em placas esmaltadas.

### Intermodalidade
A estação é servida pelas linhas 61 e 69 da rede de ônibus RATP e, à noite, pelas linhas N16 e N34 da rede Noctilien.

Galeria de fotografias
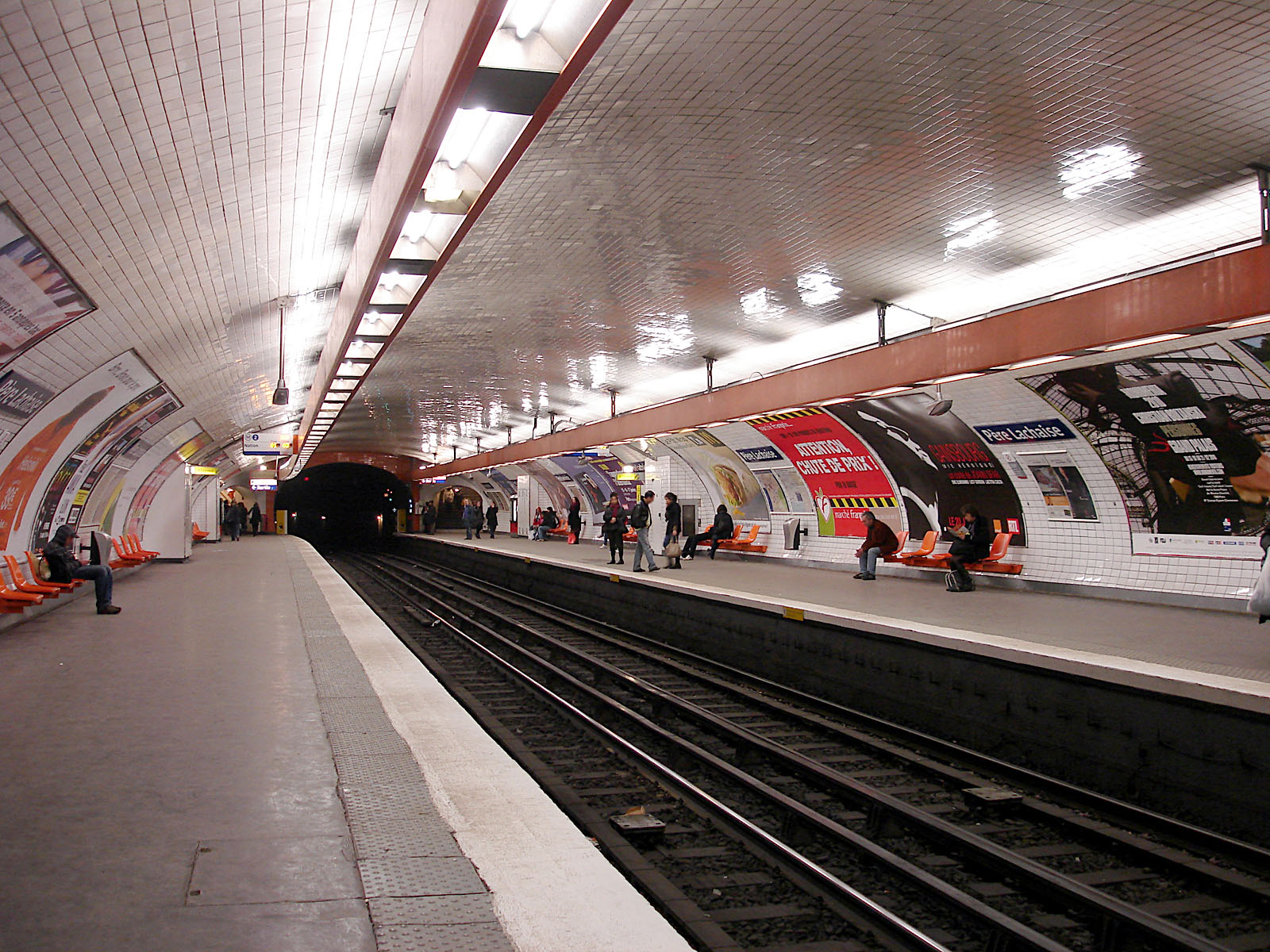
As plataformas da linha 2.
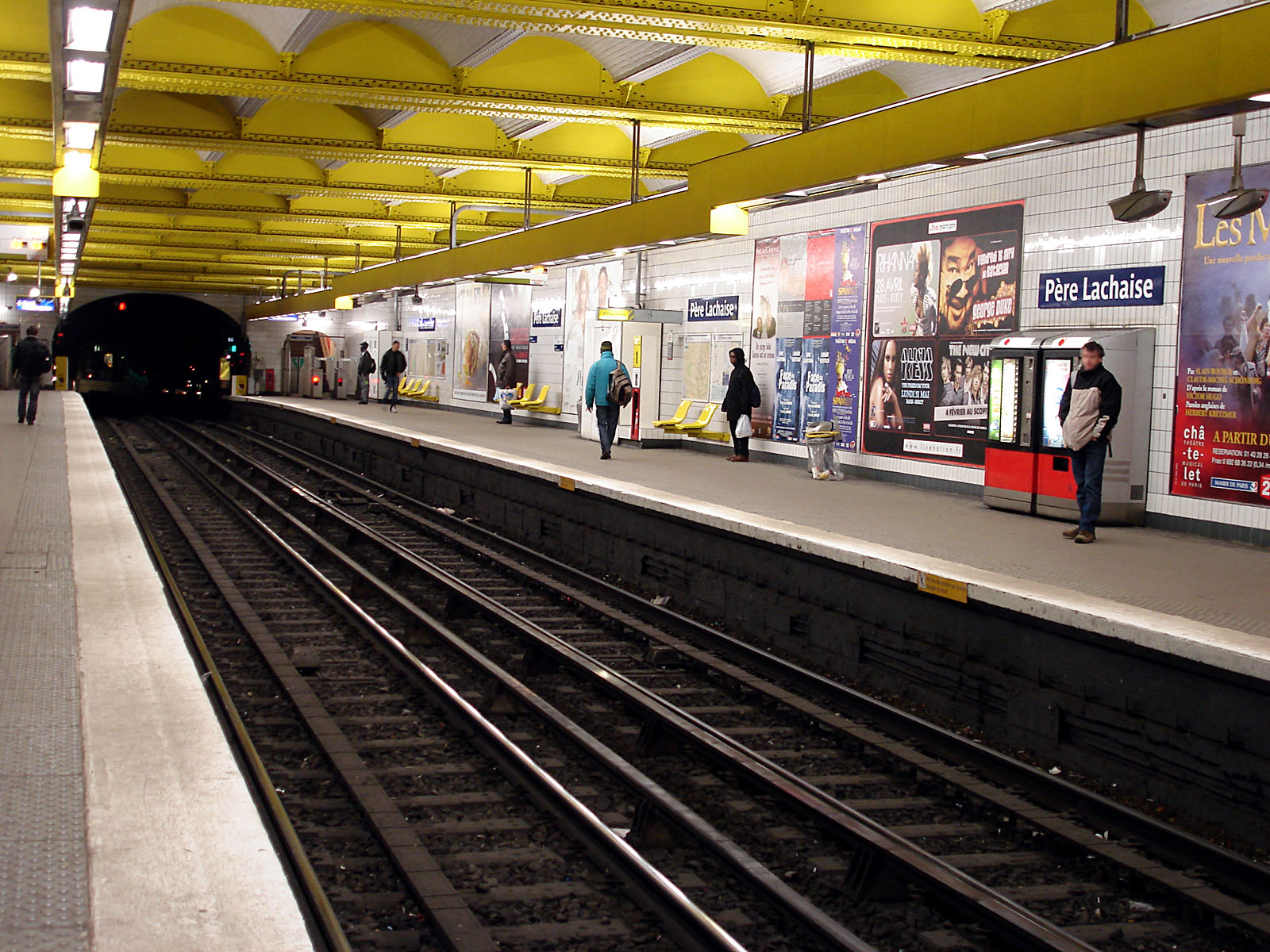
As plataformas da linha 3.
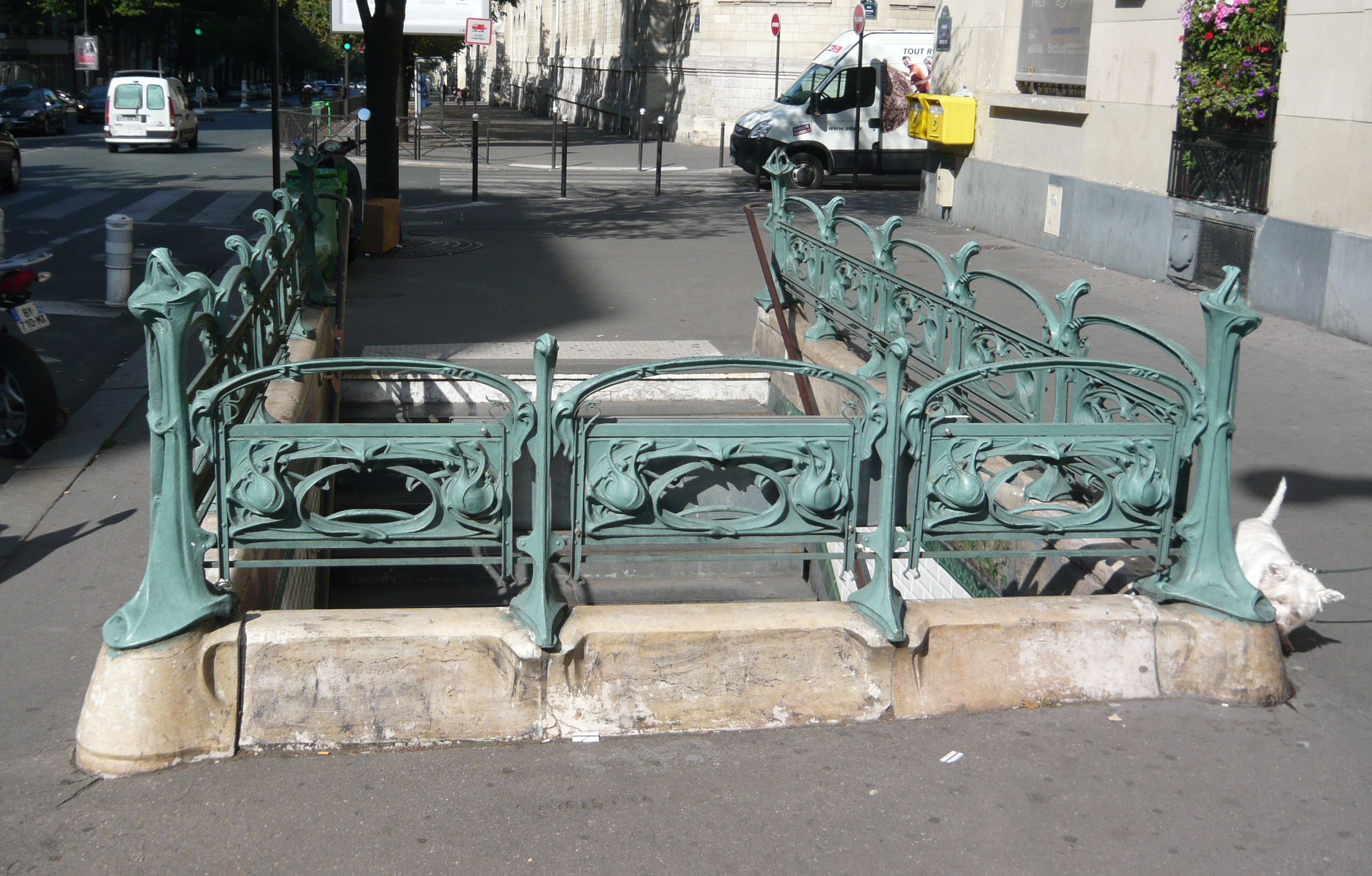
A edícula Guimard do segundo acesso da estação.